# Перес Гаскон, Паскуаль
Паскуаль Перес Гаскон (исп. Pascual Pérez y Gascón; 18 мая 1802, Валенсия — 27 июня 1864) — испанский органист и композитор.
Начал учиться музыке у своего дяди Себастьяна Переса, певца придворной капеллы. С десяти лет пел в хоре мальчиков Валенсийского собора; там же изучал гармонию под руководством Хосе Понса, композицию и орган у Франсиско Кабо.
В восемнадцатилетнем возрасте занял место органиста в валенсийской церкви Святого Фомы, затем в 1827—1830 гг. капельмейстер кафедрального собора в Вильене. После этого вернулся в Валенсию и, сменив своего учителя Кабо, до конца жизни был титулярным органистом Валенсийского собора. Преподавал в различных учебных заведениях города, среди его учеников Хуан Баутиста Пласенсиа, Хосе Вальс, Сальвадор Хинер. Автор учебных пособий по сольфеджио и вокалу (исп. Principios de solfeo y canto para uso de los alumnos del Colegio Real de San Pablo; 1848) и посмертно изданного учебника гармонии. Отстаивал необходимость широкого народного музыкального образования: этому вопросу посвящена опубликованная отдельным изданием речь Переса Гаскона, агитирующая за основание в Валенсии музыкальной школы (исп. Memoria presentada <...> sobre la importancia de la instruccion del pueblo en la música vocal; 1857).
Автор органных и хоровых сочинений, в том числе Te Deum, написанного по случаю визита в 1858 году в Валенсию королевы Изабеллы II с супругом герцогом Кадисским.